# Đồng vị của urani
Uranium (U) là nguyên tố hóa học tự nhiên không có các Đồng vị bền, nhưng nó có 2 đồng vị cơ bản là  uranium-238 và uranium 235. Hai đồng vị này có tính phóng xạ với chu kỳ bán rã lâu dài và được tìm thấy với một lượng nhất định trong vỏ Trái Đất, cùng với sản phẩm phân rã urani-234. Khối lượng nguyên tử trung bình của urani tự nhiên là 238,02891(3) u. Các đồng vị khác như uranium-232 được tạo ra từ các lò phản ứng tái sinh.
Về mặt lịch sử, các đồng vị của urani gồm
- uranium II, 234U
- actino-uranium, 2um35U
- uranium I, 238U

Uranium tự nhiên là tổ hợp của 3 đồng vị chính, uranium-238 (99,28% phổ biến nhất), uranium-235 (0,71%), và uranium-234 (0,0054%). Ba đồng vị này đều có tính phóng xạ, tạo ra các đồng vị phóng xạ khác, trong đó phổ uranium-238 là phổ biến và bền nhất với chu kỳ bán rã 4,51×109 năm (gần bằng tuổi của Trái Đất, uranium-235 có chu kỳ bán rã 7,13×108 năm, và uranium-234 có chu kỳ bán rã 2,48×105 năm.
Uranium-238 phát xạ α, phân rã qua 18 hạt nhân trong chuỗi phân rã uranium để tạo ra sản phẩm cuối cùng là chì-206. Tốc độ phân rã không đổi trong các chuỗi này giúp cho việc so sánh tỉ số giữa hạt nhân mẹ và hạt nhân con được dùng để xác định tuổi phóng xạ. Urani-233 được tạo ra từ thorium-232 bằng cách bắn phá neutron.
Đồng vị uranium-235 có vai trò quan trọng trong các lò phản ứng hạt nhân và vũ khí hạt nhân vì nó là đồng vị duy nhất ở dạng tự nhiên có khả năng bị phá vỡ bởi các neutron nhiệt. Đồng vị uranium-238 cũng quan trọng vì nó hấp thụ neutron để tạo ra các đồng vị phóng xạ plutonium-239.

## Danh sách các đồng vị
| Ký hiệu hạt nhân | Z(p)                  | N(n)                  | Khối lượng đồng vị (u) | Bán rã                    | Spin      | Thành phần đồng vị đại diện (tỉ lệ mol) | Hàm lượng tự nhiên (tỉ lệ mol) |
| Ký hiệu hạt nhân | Năng lượng kích thích | Năng lượng kích thích | Năng lượng kích thích  | Bán rã                    | Spin      | Thành phần đồng vị đại diện (tỉ lệ mol) | Hàm lượng tự nhiên (tỉ lệ mol) |
| ---------------- | --------------------- | --------------------- | ---------------------- | ------------------------- | --------- | --------------------------------------- | ------------------------------ |
| 217U             | 92                    | 125                   | 217.02437(9)           | 26(14) ms [16(+21-6) ms]  | 1/2-#     |                                         |                                |
| 218U             | 92                    | 126                   | 218.02354(3)           | 6(5) ms                   | 0+        |                                         |                                |
| 219U             | 92                    | 127                   | 219.02492(6)           | 55(25) µs [42(+34-13) µs] | 9/2+#     |                                         |                                |
| 220U             | 92                    | 128                   | 220.02472(22)#         | 60# ns                    | 0+        |                                         |                                |
| 221U             | 92                    | 129                   | 221.02640(11)#         | 700# ns                   | 9/2+#     |                                         |                                |
| 222U             | 92                    | 130                   | 222.02609(11)#         | 1.4(7) µs [1.0(+10-4) µs] | 0+        |                                         |                                |
| 223U             | 92                    | 131                   | 223.02774(8)           | 21(8) µs [18(+10-5) µs]   | 7/2+#     |                                         |                                |
| 224U             | 92                    | 132                   | 224.027605(27)         | 940(270) µs               | 0+        |                                         |                                |
| 225U             | 92                    | 133                   | 225.02939#             | 61(4) ms                  | (5/2+)#   |                                         |                                |
| 226U             | 92                    | 134                   | 226.029339(14)         | 269(6) ms                 | 0+        |                                         |                                |
| 227U             | 92                    | 135                   | 227.031156(18)         | 1.1(1) min                | (3/2+)    |                                         |                                |
| 228U             | 92                    | 136                   | 228.031374(16)         | 9.1(2) min                | 0+        |                                         |                                |
| 229U             | 92                    | 137                   | 229.033506(6)          | 58(3) min                 | (3/2+)    |                                         |                                |
| 230U             | 92                    | 138                   | 230.033940(5)          | 20.8 d                    | 0+        |                                         |                                |
| 231U             | 92                    | 139                   | 231.036294(3)          | 4.2(1) d                  | (5/2)(+#) |                                         |                                |
| 232U             | 92                    | 140                   | 232.0371562(24)        | 68.9(4) y                 | 0+        |                                         |                                |
| 233U             | 92                    | 141                   | 233.0396352(29)        | 1.592(2)×105 y            | 5/2+      |                                         |                                |
| 234U             | 92                    | 142                   | 234.0409521(20)        | 2.455(6)×105 y            | 0+        | [0.000054(5)]                           | 0.000050-0.000059              |
| 234mU            | 1421.32(10) keV       | 1421.32(10) keV       | 1421.32(10) keV        | 33.5(20) µs               | 6-        |                                         |                                |
| 235U             | 92                    | 143                   | 235.0439299(20)        | 7.04(1)×108 y             | 7/2-      | [0.007204(6)]                           | 0.007198-0.007207              |
| 235mU            | 0.0765(4) keV         | 0.0765(4) keV         | 0.0765(4) keV          | ~26 min                   | 1/2+      |                                         |                                |
| 236U             | 92                    | 144                   | 236.045568(2)          | 2.342(3)×107 y            | 0+        |                                         |                                |
| 236m1U           | 1052.89(19) keV       | 1052.89(19) keV       | 1052.89(19) keV        | 100(4) ns                 | (4)-      |                                         |                                |
| 236m2U           | 2750(10) keV          | 2750(10) keV          | 2750(10) keV           | 120(2) ns                 | (0+)      |                                         |                                |
| 237U             | 92                    | 145                   | 237.0487302(20)        | 6.75(1) d                 | 1/2+      |                                         |                                |
| 238U             | 92                    | 146                   | 238.0507882(20)        | 4.468(3)×109 y            | 0+        | [0.992742(10)]                          | 0.992739-0.992752              |
| 238mU            | 2557.9(5) keV         | 2557.9(5) keV         | 2557.9(5) keV          | 280(6) ns                 | 0+        |                                         |                                |
| 239U             | 92                    | 147                   | 239.0542933(21)        | 23.45(2) min              | 5/2+      |                                         |                                |
| 239m1U           | 20(20)# keV           | 20(20)# keV           | 20(20)# keV            | >250 ns                   | (5/2+)    |                                         |                                |
| 239m2U           | 133.7990(10) keV      | 133.7990(10) keV      | 133.7990(10) keV       | 780(40) ns                | 1/2+      |                                         |                                |
| 240U             | 92                    | 148                   | 240.056592(6)          | 14.1(1) h                 | 0+        |                                         |                                |
| 241U             | 92                    | 149                   | 241.06033(32)#         | 5# min                    | 7/2+#     |                                         |                                |
| 242U             | 92                    | 150                   | 242.06293(22)#         | 16.8(5) min               | 0+        |                                         |                                |